# Impétigo ampolloso
El impétigo ampolloso es una infección cutánea que provoca la formación de grandes ampollas. La cantidad suele aumentar con el tiempo y cuando erupcionan dejan una costra amarilla. Pueden ser sensibles o causar picazón. A menudo se ven afectadas las zonas de fricción, como la ingle. Otros síntomas pueden incluir fiebre o ganglios linfáticos agrandados. Las complicaciones pueden incluir ulceración de la piel, conocida como ectima.

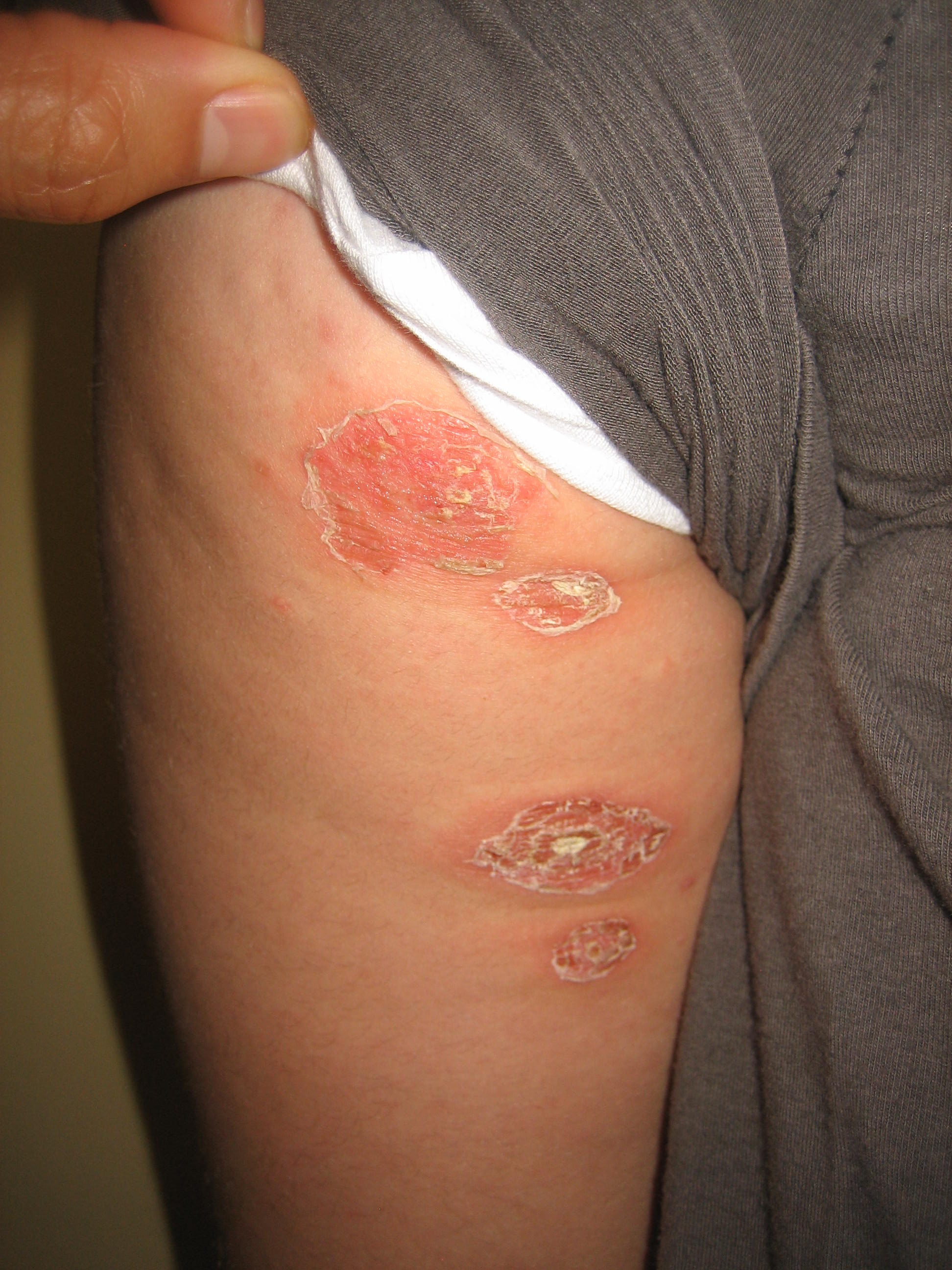
Ampollas

Es causada por Staphylococcus aureus que produce toxinas específicas que alteran las conexiones intercelulares en la capa más superior de la piel. Es contagioso y se propaga a través del contacto cercano. El diagnóstico a menudo se basa en los síntomas y el examen físico, con confirmación mediante cultivo bacteriano. Una biopsia puede ser útil en casos poco claros.
El tratamiento generalmente consiste en antibióticos por vía oral, como cefalexina, amoxicilina/clavulanato o doxiciclina. Los resultados son generalmente buenos y se resuelven en 3 semanas; aunque en raras ocasiones pueden presentarse escarlatina, síndrome de piel escaldada estafilocócica (SSSS) o problemas renales, específicamente glomerulonefritis postestreptocócica.
El impétigo ampolloso es relativamente común y representa aproximadamente el 3% de las erupciones en niños. Representa el 30% del total de casos de impétigo, siendo el 70% restante impétigo no ampolloso. La mayoría de los casos ocurren en niños menores de dos años. Cuando se presenta en adultos, se deben realizar pruebas para detectar una función inmunológica deficiente, incluido el VIH/SIDA.